# Rosaly Lopes

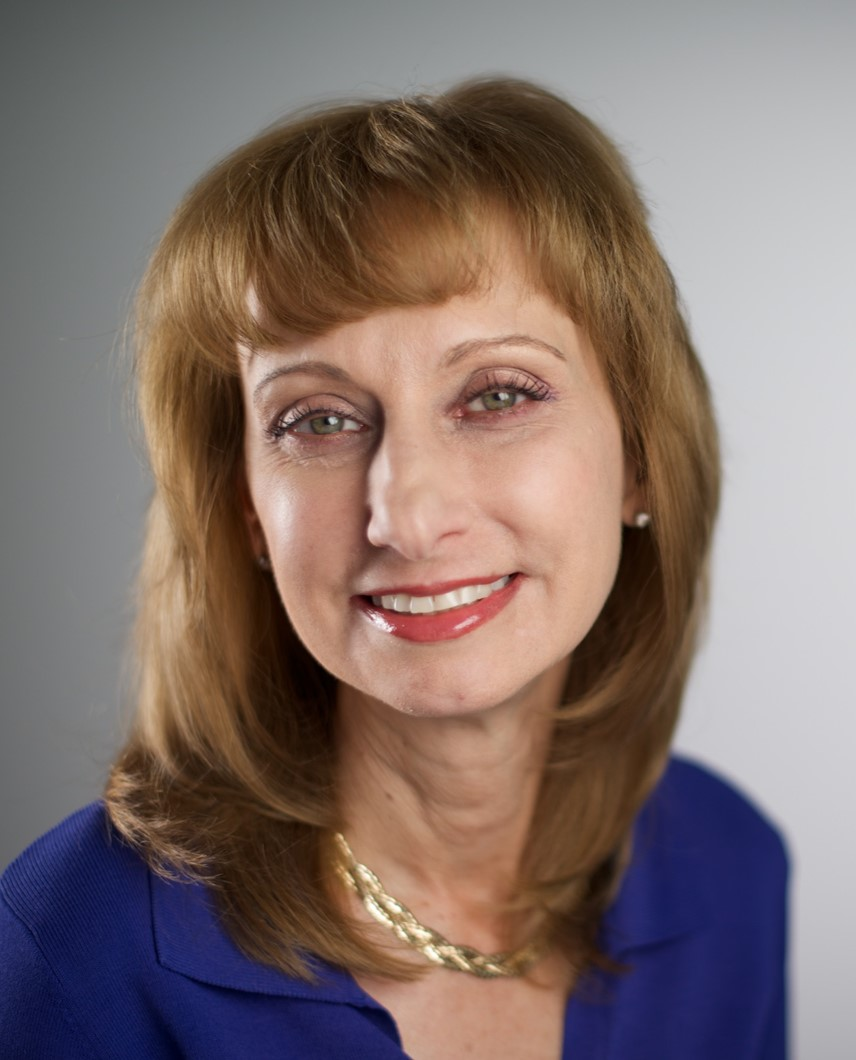
Rosaly Lopes

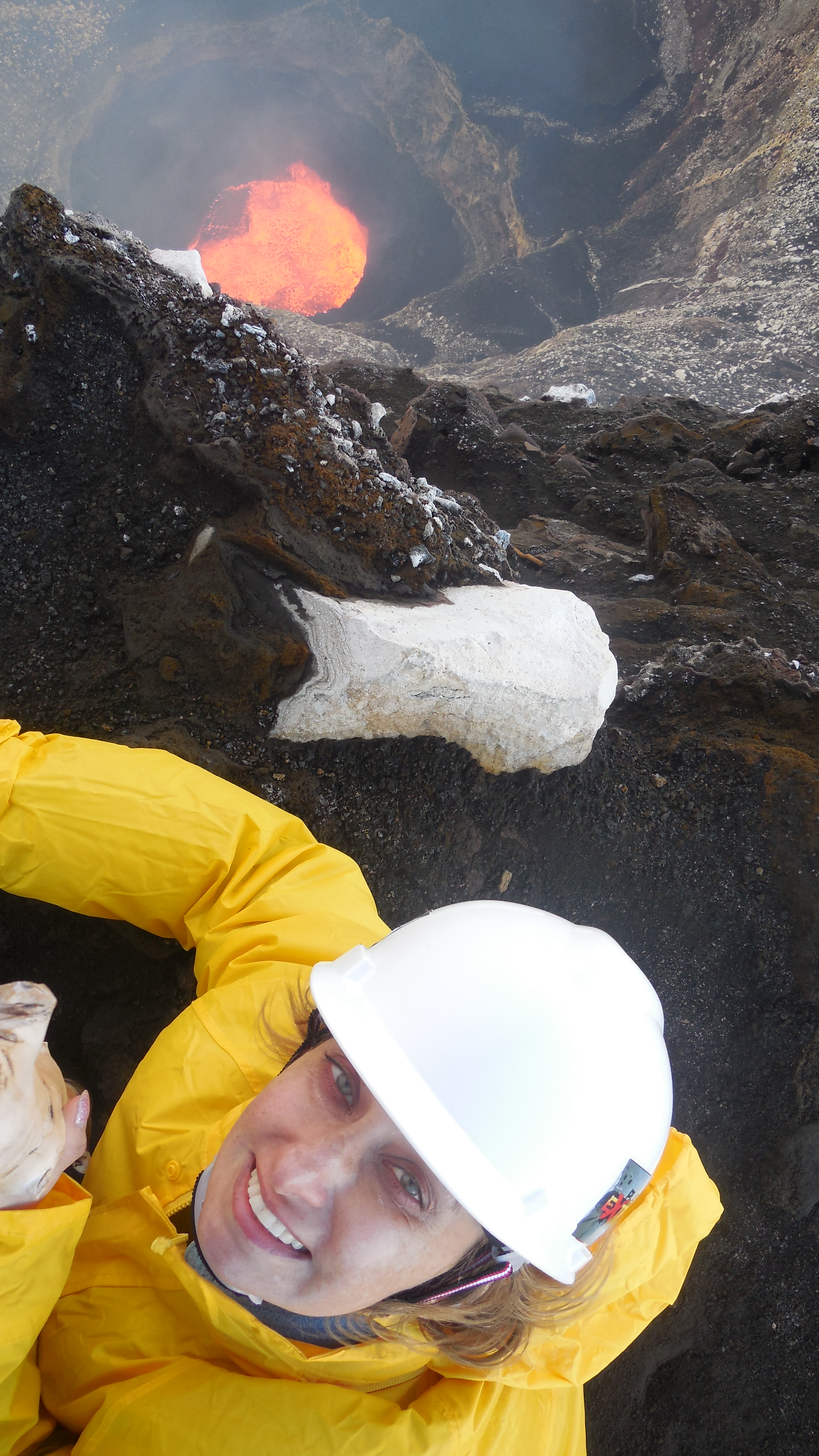
Rosaly Lopes, 2014

Rosaly M. C. Lopes-Gautier (* 8. Januar 1957 in Rio de Janeiro) ist eine brasilianische Astronomin, Astrogeologin, Vulkanologin und Autorin zahlreicher wissenschaftlicher Veröffentlichungen. Ihre Studien konzentrieren sich auf Prozesse der Erdoberfläche und derjenigen von Planeten mit Schwerpunkt Vulkanologie.

## Werdegang
Rosaly Lopes wuchs in Ipanema auf, einem Stadtteil von Rio de Janeiro. Teils motiviert durch die Arbeiten der NASA-Wissenschaftlerin Poppy Northcutt absolvierte sie von 1975 bis 1978 ein Studium der Astronomie an der Universität von London. Im letzten Semester war sie Schülerin bei John Guest. Als drei Wochen später der Ätna in Italien ausbrach, sammelte sie dort ihre ersten Erfahrungen mit einem aktiven Vulkan und entschied, sich künftig mit Vulkanen auf der Erde und im Weltraum zu befassen.
Mit ihrer Doktorarbeit spezialisierte sich Lopez in Astrogeologie und Vulkanologie. 1986 schloss sie mit ihrer Dissertation ein Doktorat ab, in der sie vulkanische Prozesse auf dem Mars und der Erde miteinander verglich. Während dieser Zeit besuchte sie viele aktive Vulkane und wurde Mitglied des britischen Teams zur Überwachung von Vulkanausbrüchen.
Lopes begann ihre Karriere nach der Promotion als Kuratorin für moderne Astronomie und stellvertretende Leiterin der Astronomieabteilung am Old Royal Observatory in Greenwich, Großbritannien. Im Jahr 1989 führte sie als Gastwissenschaftlerin am Vesuv-Observatorium in Neapel, Italien, eine Gefahrenkartierung durch.
Sie kam 1989 als assoziierte Forscherin des Nationalen Forschungsrats der USA zum Jet Propulsion Laboratory in Pasadena, Kalifornien, und wurde nach zwei Jahren Mitglied des Galileo-Raumfahrtprojekts. Von 1996 bis 2001 arbeitete sie im Team des Near Infra-red Mapping Spectrometer (NIMS), das Beobachtungen des Jupitermondes Io plante und analysierte. Sie entdeckte 71 Vulkane auf Io, die noch nicht als aktiv erkannt worden waren.
Im Jahr 2002 wurde sie Forscherin im RADAR-Team, das die Raumsonde Cassini unterstützt, welche von 2004 bis 2017 den Saturn umkreiste und diesen sowie zahlreiche seiner Monde erforschte. Sie plante wissenschaftliche Beobachtungen des Saturns, seiner Monde und Ringe und war von 2003 bis 2010 Co-Vorsitzende des Cassini Satellites Orbiter Science Teams. Ihr Hauptinteresse bei Cassini gilt dem größten Saturnmond Titan. Die Daten des RADAR-Instruments mit synthetischer Apertur zeigen, dass Titan vulkanische Merkmale aufweist, die jedoch nicht mit dem Silikatvulkanismus auf der Erde oder Io vergleichbar sind. Die Ströme auf Titan und andere vulkanische Merkmale sind wahrscheinlich das Ergebnis von Eisvulkanismus.
Als Mitglied des wissenschaftlichen Definitionsteams hat sie an mehreren Studien für künftige Missionen der NASA und der Europäischen Weltraumorganisation teilgenommen, unter anderem für Missionen zu Saturn und Titan. Sie ist Mitglied mehrerer Ausschüsse, darunter des jährlichen Programmausschusses der American Association for the Advancement of Science (AAAS) und des Ausschusses der American Astronomical Society's Division for Planetary Sciences. Sie ist Vorsitzende der Gruppe Äußere Planeten der Arbeitsgruppe für die Nomenklatur von Planetensystemen der Internationalen Astronomischen Union. In der Vergangenheit war sie unter anderem Mitglied des Space Studies Board Committee der National Academy of Sciences/National Research Council zur Planung der New Frontiers-Missionen der NASA (2007–2008), des JPL Director’s Advisory Committee for Women, des Committee for Minorities and Women in Geosciences der Geological Society of America und des Subcommittee on Diversity der American Geophysical Union.
Lopes setzt sich sowohl auf nationaler als auch auf internationaler Ebene für Bildung, Vielfalt und Öffentlichkeitsarbeit ein. Sie hielt in mehreren Ländern Europas, Asiens und Amerikas öffentliche Vorträge und war Mitorganisatorin der Workshops der Vereinten Nationen, der Europäischen Raumfahrtorganisation und der Planetary Society in den Jahren 1992 und 1993. Im Jahr 2005 wurde sie in Anerkennung ihrer Bemühungen um die Aufklärung der Öffentlichkeit, insbesondere von hispanischen Gruppen und jungen Frauen, von der Division for Planetary Sciences der American Astronomical Society mit der Carl-Sagan-Medaille ausgezeichnet.
Zu ihren Hobbys gehören Tauchen, Wandern, Vulkanbesuche und das Sammeln von Vulkankunst.

## Auszeichnungen (Auswahl)
- 1991 Latinas in Science der Comisión Feminil Mexicana Narional
- 1997 Woman of the Year in Science and Technology des in Miami ansässigen Fernsehsenders GEM
- 2005 Carl-Sagan-Medaille der American Astronomical Society
- 2006 Woman at Work Award
- 2007 NASA Exceptional Service Medal
- 2014 Lowell Thomas Award des Explorers Club[6]

## Mitgliedschaften (Auswahl)
- International Astronomical Union
- American Geophysical Society
- Fellow der AAAS
- Royal Geographical Society
- Explorers Club[6]

## Publikationen (Auswahl)
- Rosaly Lopez-Gauthier: Volcanism on Io. In: Haraldur Sigurdsson, Bruce Houghton, Hazel Rymer, John Stix, Steve McNutt (Hrsg.): Encyclopedia of Volcanoes. Academic Press, San Diego, CA 2000, ISBN 978-0-12-643140-7, S. 709–726.
- Rosaly Lopez: Volcanic Worlds: Exploring the Solar System Volcanoes. Praxis-Springer, 2004, ISBN 3-540-00431-9, ISSN 0009-4978.
- Rosaly M. C. Lopes: The Volcano Adventure Guide. Cambridge University Press, ISBN 0-521-55453-5.
- Rosaly M. C. Lopes, John R. Spencer: Io After Galileo: A New View of Jupiter's Volcanic Moon. Springer Praxis, 2006, ISBN 3-540-34681-3.
- Rosaly Lopes: Volcanoes: A Beginner's Guide. Oneworld Publications, 2011, ISBN 978-1-85168-725-1.
- Rosaly M. C. Lopes, Sarah Fagents, Tracy K. P. Gregg: Modeling Volcanic Processes: The Physics and Mathematics of Volcanism. Cambridge University Press, 2013, ISBN 978-0-521-89543-9.
- Rosaly Lopes, Michael Caroll: Alien Seas: Oceans in Space. Springer, 2013, ISBN 978-1-4614-7472-2.